# Валеев, Салих Шайбакович
Салих Шайбакович Вале́ев (1912—1970) — старший лейтенант Рабоче-крестьянской Красной Армии, участник советско-финской и Великой Отечественной войн, Герой Советского Союза (1943).

## Биография
Салих Валеев родился 22 октября 1912 года в селе Старогумерово (ныне — Кушнаренковский район Башкортостана). По национальности татарин. В 1923 году окончил начальную школу, в 1937 году — курсы трактористов и комбайнёров. В 1940 году Валеев был призван на службу в Рабоче-крестьянскую Красную Армию Белокатайским районным военным комиссариатом Башкирской АССР. Принимал участие в советско-финской войне. С июля 1941 года — на фронтах Великой Отечественной войны. В 1942 году Валеев окончил курсы младших лейтенантов. К сентябрю 1943 года младший лейтенант Салих Валеев командовал стрелковым взводом 2-го стрелкового батальона 957-го стрелкового полка 309-й стрелковой дивизии 40-й армии Воронежского фронта. Отличился во время битвы за Днепр.
В ночь с 23 на 24 сентября 1943 года Валеев первым в своей группе переправился через Днепр в районе села Балыко-Щучинка Киевской области Украинской ССР. Группа захватила плацдарм и за последующие сутки отбила девять вражеских контратак, что позволило успешно переправиться через реку всей дивизии. В боях Валеев лично уничтожил 30 вражеских солдат и офицеров.
Указом Президиума Верховного Совета СССР от 23 октября 1943 года младший лейтенант Салих Валеев был удостоен высокого звания Героя Советского Союза с вручением ордена Ленина и медали «Золотая Звезда» за номером 6379.
После окончания войны в звании старшего лейтенанта Валеев был уволен в запас. Проживал и работал в Уфе. Умер 12 октября 1970 года, похоронен на Мусульманском кладбище Уфы.

## Награды
- Медаль «Золотая Звезда» Героя Советского Союза (23.10.1943)[2]
- Орден Ленина (23.10.1943)
- Орден Отечественной войны 2-й степени
- Орден Красной Звезды (11.10.1943)[3]
- Медали